# 恋のメガラバ
『恋のメガラバ』（こいのメガラバ）は、日本のロックバンド・マキシマム ザ ホルモンの7枚目のシングル。2006年7月5日にVAPより発売された。販売価格は￥1172（"E!夏（いいなつ）"価格）。

## 概要
初回特典にはタトゥーシールが封入されている。
この作品で、初めてオリコンチャートトップ10入りを果たした。
PVの監督はスミス。真ん中で踊る青い女性役はモデルのダイアナチアキ。

## 収録曲
- 全作詞作曲：マキシマムザ亮君

1. 恋のメガラバ (5:29)
アルバム『ぶっ生き返す』に収録。TBS系『CDTV』2006年7月オープニングテーマ。メガラバは「Mega Lover」とのこと。PV監督はスミス。女子プロレスラー大畠美咲（ZABUN）の入場曲に使用されているほか、お笑いコンビスーパーマラドーナの出囃子にも使用されている。近年では、テレビ朝日系『トリハダ（秘）スクープ映像100科ジテン』の番組エンディング曲としても使用されている[要出典]。
「What's up, people?!」に続きドロップCチューニングで演奏されている。
2. ルイジアナ・ボブ (3:39)
アルバム『ぶっ生き返す』に収録。
3. ロッキン・アグリーモーション (2:00)
4. ジョニー陰部LIFE (2:14)

## カバー
- コロナナモレモモ（マキシマム ザ ホルモン2号店） - 2019年9月25日に発売されたデビューシングル「恋のメガラバ / 包丁・ハサミ・カッター・ナイフ・ドス・キリ」に収録[1]。